# Kyogasøen
Kyogasøen (Lake Kyoga) er en stor lavvandet sø i det sydvestlige Uganda. Den ligger på ækvator. Der bor næsten 350.000 mennesker i området omkring søen. Victoria-Nilen strømmer igennem søen på sin vej fra Victoriasøen til Albertsøen. Selvom den er en del af "Great Lakes"-sytemet, så regnes den ikke som en af "De Store Søer".
- 46 forskellige fiskearter er blevet set i Kyogasøen, og krokodillerne er talrige.

1°30′N 33°0′Ø / 1.500°N 33.000°Ø
|  | Infoboks uden skabelon Denne artikel har en infoboks dannet af en tabel eller tilsvarende. |